# Niger ai Giochi della XX Olimpiade
Il Niger partecipò ai Giochi della XX Olimpiade che si sono svolti a Monaco di Baviera dal 26 agosto all'11 settembre 1972, con una delegazione di quattro atleti impegnati in altrettante competizioni di pugilato. Il portabandiera fu Issaka Daboré, alla sua terza Olimpiade. Fu proprio lui a conquistare una medaglia di bronzo, la prima medaglia vinta dal Niger nella storia delle Olimpiadi.

## Medaglie
| Medaglia | Nome          | Sport    | Evento            |
| -------- | ------------- | -------- | ----------------- |
| Bronzo   | Issaka Daboré | Pugilato | Pesi superleggeri |